# Conflicte arabo-israelià
El conflicte araboisraelià és aquell entre l'estat d'Israel i els seus veïns àrabs, en particular els palestins. La seva definició, història i possibles solucions són matèria de permanent debat, i els problemes que inclou varien amb el temps. Vers el 2010, les principals qüestions eren la sobirania de la Franja de Gaza i Cisjordània, l'eventual formació d'un Estat palestí en aquestes àrees, l'estatus de la part oriental de Jerusalem, dels Alts del Golan i de les Granges de Xebaa, el destí dels assentaments israelians i dels refugiats palestins, el reconeixement d'Israel i Palestina i del seu dret a existir i viure en pau sense amenaces i actes de força, així com la relació d'Israel amb Síria i el Líban. Actualment, Israel té tractats de pau vigents amb Egipte i Jordània que garanteixen la seva convivència pacífica.

## Antecedents llunyans
La primera fase de conflictes a l'Orient Pròxim va estar molt lligada a la destrucció de l'Imperi Otomà i l'aparició de l'Estat d'Israel, un problema que té els orígens en el sionisme decimonònic.

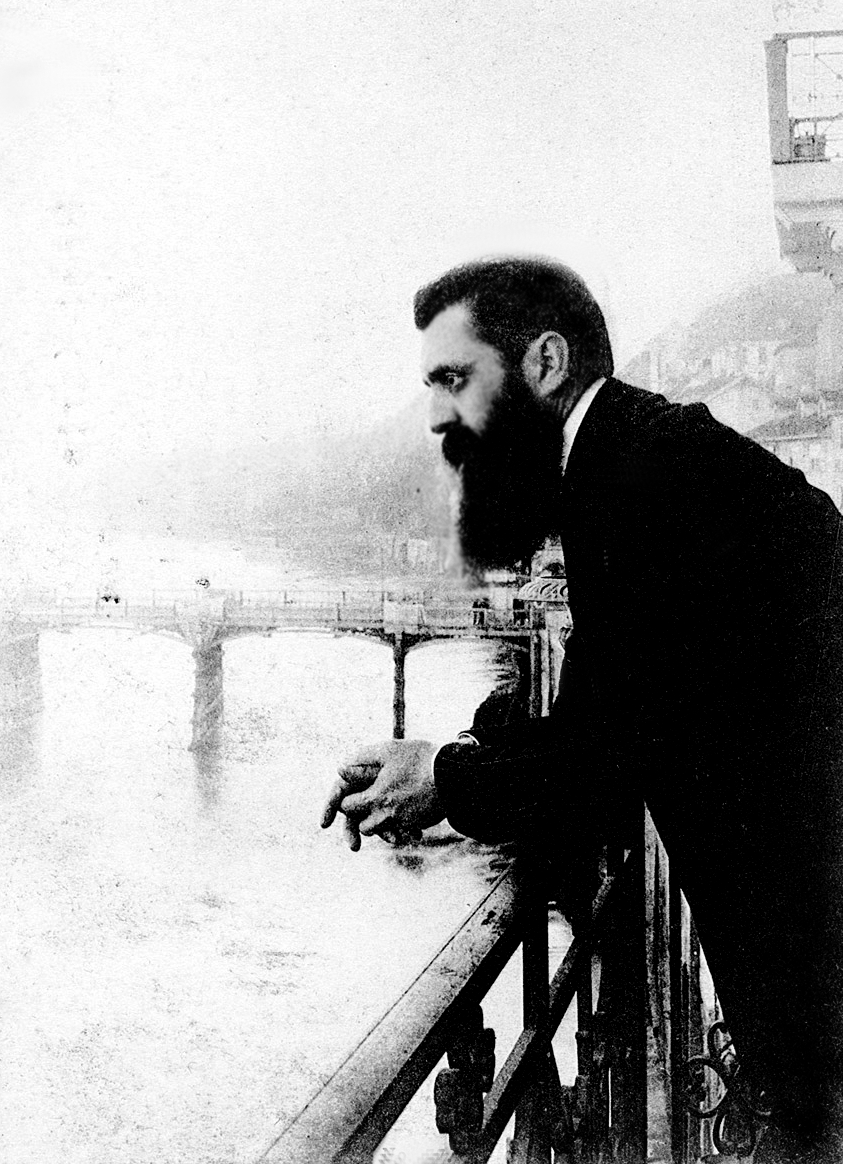
Theodor Herzl

El 1895, el periodista i dramaturg judeohongarès Theodor Herzl va publicar un opuscle titulat: L'Estat jueu. Al text advocava per l'organització dels jueus de tot el món en un estat autònom com una forma de resposta al creixent antisemitisme i racisme a Europa i Rússia al fin de siècle. Així va néixer oficialment el sionisme, terme que feia referència, de manera simbòlica, al turó de Sió, a Jerusalem, on en l'antiguitat hi havia hagut el gran temple de Salomó.
En realitat, abans de Herzl ja existia tota una infraestructura sionista, com l'Aliança Israelita Universal, del 1860. Però Herzl va tenir el mèrit d'unificar esforços i de donar un enorme impuls al sionisme a la vegada que intentava comprometre alguns governs europeus en la recerca d'una terra per als jueus. No obstant això, a principis de segle, l'aventura de colonitzar Palestina, territori pobre i sense infraestructrues, només atreia un grapat d'entusiastes romàntics, la majoria socialistes, capaços d'organitzar-se en comunitats igualitaristes anomenades quibuts.
La gran majoria dels jueus de tot el món solien estar ben integrats en les seves respectives societats circumdants. I els emigrants es dirigien majoritàriament als Estats Units o Amèrica Llatina. La situació va canviar apreciablement amb la desolació causada per la Gran Guerra a Europa i la Revolució Russa, més el fre imposat a la immigració per part de les autoritats nord-americanes.
Tancats els canals tradicionals, l'emigració cap a Palestina va començar a créixer. Amb el temps havien prosperat els assentaments i una ciutat, Jaffa, fins i tot s'havia judaïtzat. I, a més, els britànics, en els moments finals de la seva ofensiva contra els turcs, havien emès la Declaració Balfour de 1917 durant la contesa (novembre de 1917) en la qual es proposava una "llar nacional" per als jueus a Palestina.
En qualsevol cas, el massiu increment de la immigració jueva durant els anys d'entreguerres va provocar conflictes cada vegada més violents, que el 1936 van desembocar en una insurrecció arabopalestina.
La Segona Guerra Mundial va acabar de deteriorar la situació de forma irreversible. En previsió d'un atac alemany contra l'Orient Pròxim, els serveis especials britànics van contribuir a la formació d'unitats jueves de resistència.
A més, els britànics, en aplicació d'una impossible política d'equilibri, intentaven frenar la immigració jueva des del 1939, establint uns contingents d'entrades màximes. Durant la Segona Guerra Mundial, les autoritats britàniques es van continuar negant a acollir l'onada creixent de refugiats jueus que fugien de la persecució nazi a Europa. Aquesta actitud va provocar la revolta armada de la facció sionista més dura, organitzada al grup terrorista Irgun.
La campanya d'atemptats es va estendre des del 1944 al 1947, i els sionistes de l'Irgun van aplicar per primera vegada tècniques i mètodes que van prefigurar el terrorisme modern.
De tota manera, dins del procés de descolonització posterior a la Segona Guerra Mundial, els britànics van decidir d'abandonar el mandat de Palestina pels elevats costos polítics que implicava continuar-se oponsant a la immigració d'una inacabable onada de refugiats alliberats dels camps de concentració nazis, decidits a abandonar Europa per sempre.
D'altra banda, els aliats nord-americans, que es van acabar convertint en mediadors del conflicte, pressionaven clarament en aquest sentit. En resum, l'amenaça d'explosió del món àrab no feia gaire atractiva per als britànics la presència en força a l'Orient Pròxim.

## Antecedents pròxims del conflicte: la independència d'Israel

Abans d'abandonar Palestina de forma més aviat precipitada, els britànics van proposar desganadament una solució confederal per a l'hipotètic Estat palestí que deixaven al darrere. Però el febrer de 1947 la qüestió palestina va passar a l'ONU, des d'on es va acabar proposant la partició de Palestina en dos estats: un d'àrab i un altre de jueu. Les complicades fronteres de les dues entitats delimitaven els assentaments naturals de les dues comunitats, però com a fronteres de dos estats eren completament irreals. Va ser el primer conflicte al qual es va enfrontar l'Organització de Nacions Unides i va acabar en un fracàs rotund.
Des del mes de novembre de 1947, jueus i àrabs palestins mantenien una guerra de fet; però el mateix dia que es va proclamar la independència de l'Estat d'Israel (14 de maig de 1948), els exèrcits d'altres països àrabs van intervenir en el conflicte, i les treves decretades per l'ONU només van servir perquè els contendents es rearmessin.
La guerra es va acabar el gener de 1949 amb la destrucció per part israeliana del proto-Estat palestí i la fugida de 656.000 habitants àrabs palestins dels territoris ocupats. Com a resposta, 567.000 jueus del món àrab es van escapar del seu país d'origen o el van abandonar.
L'Estat israelià va néixer, i va viure els anys següent, enmig d'un inacabable conflicte amb els seus veïns, de manera que confirmava la dependència política i material d'Occident en una mesura semblant a com Cuba depenia de l'URSS. A més, la creació de l'Estat israelià va actuar com un gran revulsiu a l'Orient Pròxim. Els nous estats àrabs mantenien fronteres en bona part artificials, el nucli històric real de les quals el formaven les quatre grans ciutats centrals de la cultura àrab (el Caire, Jerusalem, Damasc i Bagdad). Per tant, la independència plena també va ser el començament d'una recerca de l'autoafirmació.
La Lliga Àrab fundada el 1945, la Federació Àrab (1958) entre l'Iraq i Jordània o la República Àrab Unida, que va unir Egipte i Síria entre el 1958 i el 1961 van tenir molt a veure amb els posteriors intents d'articular una potència àrab, reforçats per la lluita contra el baluard israelià.
Però sobretot, el model que va prevaldre durant els primers anys va ser el de l'estat àrab socialista-nacional. Encara que el Partit Baas, fundat el 1946 pel sirià cristià Michel Aflaq, va ser la base teòrica del panarabisme socialitzant, el president egipci Gamal Abdel Nasser va esdevenir la gran figura carismàtica, especialment quan el 1956 va aconseguir transformar la derrota militar a l'anomenada crisi de Suez en una victòria política contra Occident.

## Els xocs entre àrabs i israelians

### Guerra araboisraeliana (1948)
La guerra araboisraeliana de 1948 fou el primer conflicte que enfrontà ambdós bàndols. S'allargà fins prop més d'un any fins al 20 de juliol de 1949 amb la firma dels Acords d'armistici araboisraelians de 1949. Representà l'ocupació per part d'Israel de diferents territoris dels països àrabs rivals. Els milers d'àrabs palestins que havien fugit de la seva terra durant la guerra mai van abandonar l'esperança de tornar. Es van organitzar als països àrabs que els havien acollit i van contribuir a mantenir la flama de l'hostilitat cap a Israel.

### Guerra dels Sis Dies (1967)
El 1967, la tensió derivada de l'actuació de les guerrilles palestines a les fronteres de l'Estat jueu semblava estar a punt d'aconseguir certa unitat àrab en el terreny militar. Davant d'una amenaça com aquesta, els israelians van llançar un atac preventiu a gran escala que va ser conegut com la Guerra dels Sis Dies (juny de 1967), per la curtísima durada que va tenir, i que va representar una derrota aclaparadora per als exèrcits àrabs, molt pitjor que les del 1948 i el 1956.
La derrota va deixar clar que, en realitat, els estats àrabs estaven molt desunits. En anys successius, la guerrilla palestina va agafar l'alternativa. Agrupada sota el protoestat que representava l'OAP (Organització per a l'Alliberament de Palestina). Però també aquí es va traspassar la crònica falta d'unió. La guerrilla palestina va sobreviure i en anys successius la seva campanya d'accions terroristes.
Israel va acabar la guerra dels Sis Dies de 1967 havent augmentat el seu territori considerablement, amb la incorporació dels Alts del Golan, Cisjordània (incloent Jerusalem), la Franja de Gaza i la península del Sinaí.

### Guerra del Yom Kippur (1973)
La revenja àrab, projectada per al 1973, va ser dissenyada pel president egipci Anwar el-Sadat amb l'objectiu d'aconseguir una posició avantatjosa per negociar amb els israelians, desbloquejant els contactes diplomàtics. Els egipcis tenien clar que no podrien aguantar gaires anys més els sacrificis que imposava a l'economia un continu rearmament, al marge de la contínua tensió amb Israel. La idea era llançar un assalt per sorpresa per reconquistar els territoris ocupats del Sinaí i utilitzar la producció de petroli àrab com una arma contra Occident, el principal suport d'Israel.
A aquest efecte, la desaparició de Nasser i la seva substitució per Sadat al capdavant de la presidència egípcia va ser vital per a l'acostament a l'Aràbia Saudita, un estat islàmic conservador. Sadat ja no partia del panarabisme de Nasser, i per això no era vist amb recel per altres potències de la zona. Per tant, en un moment en què el petroli de l'Orient Pròxim, i no el nord-americà, s'havia convertit en l'últim recurs com a font de subministrament mundial, el bloqueig de cru saudita es va transformar en una poderosa arma àrab.
La contesa no va ser llarga, però sí que va ser dura i costosa, en homes i armes. De fet, en un panorama mundial d'insurgències guerrilleres i conteses de baixa intensitat, la del Yom Kippur (anomenada així perquè els àrabs van escollir aquesta festa tradicional jueva per desencadenar l'atac) va ser la guerra convencional més gran des del 1945.
Aparentment, van fer taules, però els àrabs van aconseguir trencar el mite de la invencibilitat israeliana, de manera que es va obrir el camí cap a l'acord de pau de Camp David, el 26 de març de 1979, que va representar un triomf per al president nord-americà Jimmy Carter i, per tant, semblava una manifestació més del control que s'intentava instaurar als anys setanta.
Però la guerra del Yom Kippur va tenir efectes indesitjables i perillosos per a la pau i l'estabilitat mundials, tensant les relacions entre Washington i Moscou. Aquests es van arribar a creuar amenaces directes i, com a mínim, els nord-americans van posar en estat d'alerta nuclear les seves forces. Aquest incident, en plena època de la "détente" va resultar ser molt preocupant, perquè va posar de manifest que l'enfrontament bipolar es podia agreujar al marge de la voluntat de soviètics i americans, per conflictes que no formaven part dels seus interessos directes.
En darrer lloc, la guerra del Yom Kippur va ser expressió del protagonisme que estava adquirint el món islàmic al llarg dels anys. El nou paper dels libis, amb el coronel Gaddafi al capdavant; la pressió de l'OAP palestina, el creixement de la potència pakistanesa, el creixent protagonisme dels marroquins a l'Àfrica i la revenja sirioegípcia sobre Israel van marcar les fites del fenomen durant la primera meitat de la dècada.

### Els "territoris ocupats"
La Línia Verda es va establir en l'armistici àrab-israelià de 1949 celebrat entre Israel i els seus oponents (Síria, Jordània, i Egipte), en finalitzar la Guerra araboisraeliana de 1948 separant Israel de Cisjordània i la Franja de Gaza, els territoris palestins que van ser aleshores ocupats pels països àrabs.
Israel va acabar la guerra dels Sis Dies de 1967 havent augmentat el seu territori considerablement, amb la incorporació dels Alts del Golan, Cisjordània (incloent Jerusalem), la Franja de Gaza i la península del Sinaí. El mateix any 1967 s'hi inicià la construcció dels primers assentaments de colons jueus. De tots aquests territoris, Israel va retornar la península del Sinaí a Egipte com a part dels acords de pau de Camp David en 1982, més o menys al mateix temps que concedia la ciutadania israeliana als habitants de Jerusalem i dels Alts del Golan, els territoris dels quals van formar part a partir de llavors d'Israel després de la seva annexió unilateral. L'agost de 2005, Israel va evacuar tots els assentaments de la Franja de Gaza per a cedir el seu control a l'Autoritat Nacional Palestina (ANP), seguint el seu pla de retirada unilateral israelià.

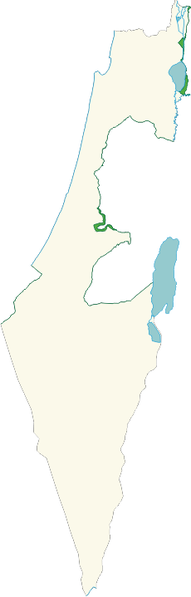
Línia Verda d'Israel de 1949 (verd fosc) i zones desmilitaritzades (verd clar).

La Línia verda es convertí en la frontera administrativa entre Israel i els territoris ocupats.

### Organització per a l'Alliberament de Palestina
Després de la guerra dels Sis Dies de 1967 sorgí l'Organització per a l'Alliberament de Palestina (OAP) compromesa en la lluita armada com l'única manera d'alliberar Palestina. Des de la fi dels anys 1960, grups armats palestins iniciaren una onada d'atacs, contra israelians per tot el món. La massacre de Múnic en els Jocs Olímpics d'estiu de 1972 fou el fet més sagnant. Israel respongué amb l'Operació Ira de Déu, en què els responsables de la massacre de Múnic foren perseguits i assassinats.
Les eleccions legislatives d'Israel de 1977 foren un punt significatiu en la història política d'Israel quan el Likkud, liberal en economia, conservador i nacionalista en política, liderat per Menahem Beguín, prengué el control del poder. El mateix any, el president egipci Anwar El Sadat viatjà a Israel i pronuncià un discurs davant la Kenésset que fou considerat el primer reconeixement d'Israel per part d'un cap d'estat àrab. El nou govern, sostingut pels partits religiosos, prosseguí l'entesa amb Egipte, iniciada uns anys abans, el 1975, amb la reobertura del canal de Suez.
La massacre de la carretera de la costa de 11 de març de 1978 va ser el desencadenant perquè, tres dies després, el govern de Menahem Beguín ordenés l'Operació Litani en què les Forces de Defensa d'Israel (FDI) van ocupar uns 1.000 quilòmetres quadrats al sud del Líban, per tal d'eliminar les bases de l'OAP, que va haver de retirar-se al nord del riu Litani. Les objeccions del govern libanès van conduir a la creació d'una força pacificadora de les Nacions Unides per les resolucions 425 i 426, i a la posterior retirada parcial israeliana.
Israel, Egipte i els EUA signaren els acords de Camp David de 1978 i restabliren relacions diplomàtiques. Altrament, la qüestió palestina, es veié agreujada perquè el govern de Menahem Beguín encoratjà els israelians a assentar-se a Cisjordània, la qual cosa provocà noves friccions amb els palestins. La colonització israeliana als territoris ocupats, i la declaració de Jerusalem com a capital eterna d'Israel el 1980 mantingueren la confrontació d'Israel amb el món àrab, especialment amb l'OAP i Síria. Israel s'annexà el Golan (1981) i incrementà els atacs a diversos països àrabs.

### Operacions militars israelianes a Iraq i al Líban
Les eleccions del juny del 1981 confirmaren el Likkud i Menahem Beguín al govern. El 7 de juny de 1981, Israel bombardejà el reactor nuclear Osirak a l'Iraq perquè els serveis d'intel·ligència israeliana sospitaven que Iraq planejava utilitzar-lo per desenvolupar armes nuclears.
El 1982, en la Guerra Civil Libanesa, Israel destruí les bases que emprava l'Organització per l'Alliberament de Palestina per llançar atacs i míssils al nord de l'estat d'Israel. Aquests fets donaren inici a la Primera Guerra del Líban. A més, l'aviació israelianà atacà el quarter general de l'OAP a Tunísia.
Beguín dimití els seus càrrecs el 1983 i fou succeït com a primer ministre per Yitshaq Xamir. Aquell any, Chaim Herzog accedí a la presidència de l'estat. Per altra banda, Israel no es retirà de la major part del Líban fins al 1986, i mantingué una zona de seguretat fins al 2000.

### La primera intifada

Franja de Gaza

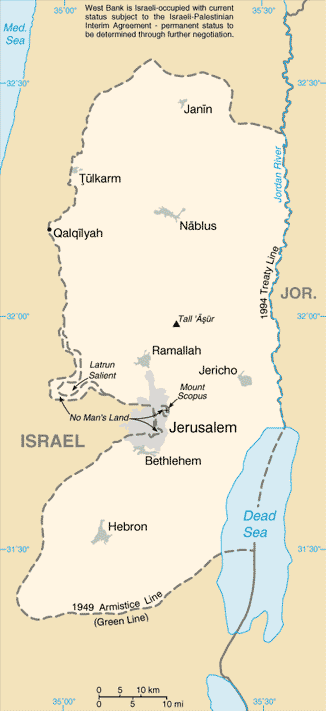
Cisjordània

Les eleccions del 1984 no donaren cap majoria, i el Likkud i els laboristes formaren un govern d'unitat nacional presidit pel laborista Ximon Peres. Aquest fou substituït el 1986 per Yitshaq Xamir. El novembre del 1988 les eleccions generals palesaren una igualtat de forces entre el Likkud i els laboristes, que es trencà a favor del primer, gràcies al suport que obtingué dels partits religiosos.
El 1987 esclatà un aixecament palestí (intifada) als territoris Palestins de Gaza i Cisjordània contra el govern israelià. Durant els següents sis anys, l'exèrcit israelià reprimí la revolta popular, causant més d'un miler de morts palestins. Fet que provocà considerables protestes a nivell internacional.
Tanmateix, ni la intifada ni la proclamació de l'estat independent de Palestina per part del Consell Nacional de Palestina (febrer del 1989) no alterà la política israeliana, tot i que la declaració reconeixia implícitament l'estat d'Israel.

## El conflicte des de la fi de la Guerra Freda
Amb la caiguda del mur de Berlín s'acabava la guerra freda. En el nou context internacional, l'entrada a Israel de milers de jueus immigrants portà a Yitshaq Xamir a manifestar que aquesta afluència humana reclamava un gran Israel, cosa que significava la retenció dels territoris ocupats.
Durant la Guerra del Golf de 1991, Iraq llançà míssils contra Israel. Però Saddam Hussein no aconseguí estendre el conflicte per l'Orient Pròxim, sota la bandera de l'alliberament de Palestina.
Pel que fa a la solució del conflicte entre jueus i àrabs, Xamir, contra el parer del Consell de Seguretat de l'ONU, es manifestà partidari d'una conferència regional, sense la participació de l'ONU ni de l'OAP, a base d'unes converses bilaterals àraboisraelianes i excloent-ne per endavant tota proposta d'un intercanvi de "pau per territoris". Malgrat tot, es veié obligat a acceptar amb condicions les propostes nord-americanes: així, tingué lloc a Madrid, el 30 d'octubre de 1991, l'obertura d'una sèrie de conferències de pau amb exclusió dels representants de l'OAP.

### El triomf laborista i la dinàmica negociadora

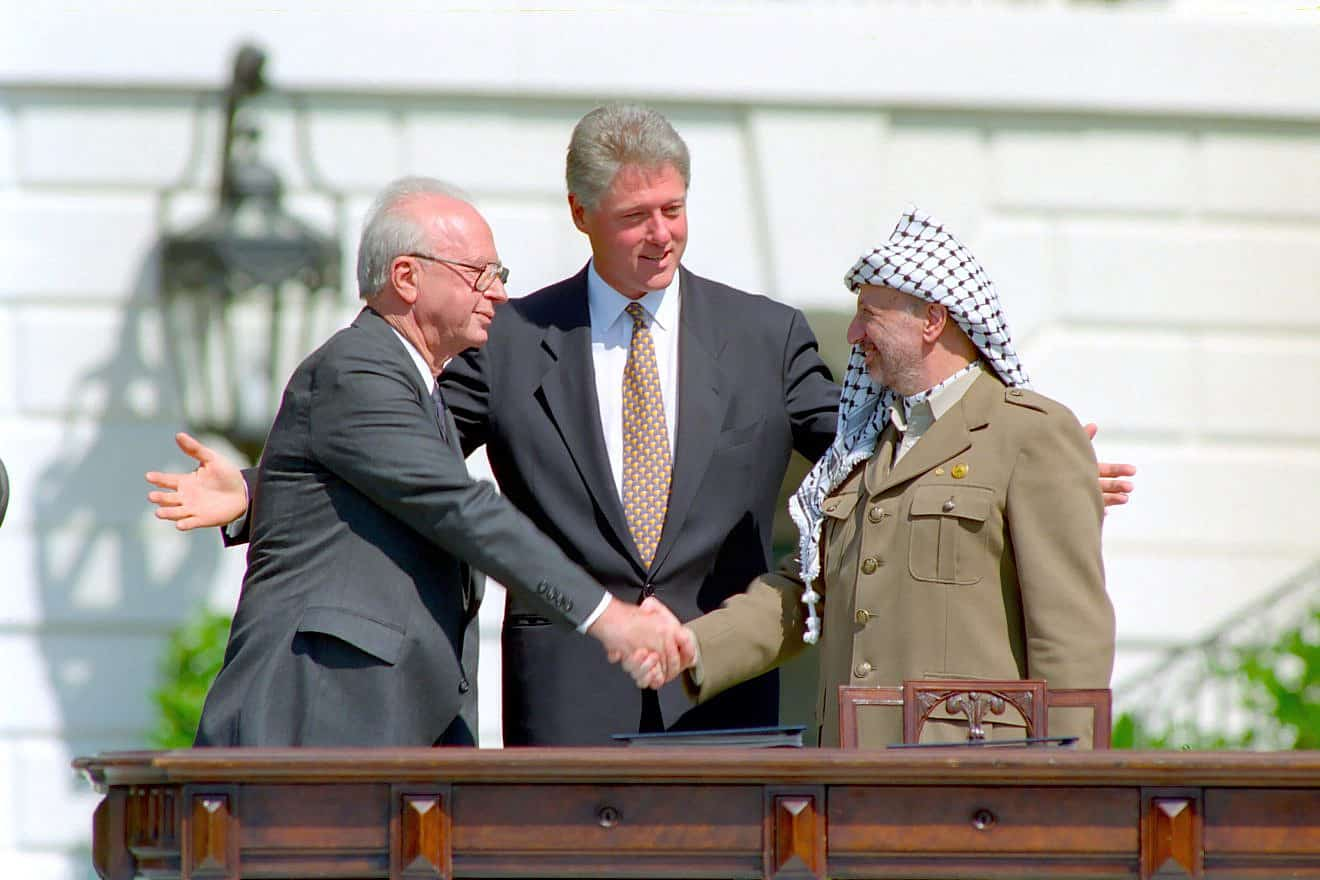
Yitshaq Rabbín, Yasser Arafat i Bill Clinton en la signatura dels Acords d'Oslo, el 13 de setembre de 1993

Les eleccions del juny de 1992 donaren la victòria al partit laborista. El càrrec de primer ministre fou ocupat per Yitshaq Rabbín, que desaccelerà l'assentament de noves colònies en els territoris àrabs ocupats i inicià negociacions secretes amb els palestins. El 1993, Ximon Peres i Mahmoud Abbas, representants d'Israel i l'OAP respectivament, signaren els Acords d'Oslo, que donaven a l'Autoritat Nacional Palestina una autonomia limitada a Gaza i Jericó en una primera fase, i es preveia una segona etapa de retirada israeliana de Cisjordània. Els acords de pau d'Oslo foren fortament criticats pels grups radicals dels territoris ocupats com Hamàs i Gihad Islàmic i provocà enfrontaments armats entre grups palestins.
El 1994, les negociacions d'Israel i de Jordània serviren perquè aquest estat àrab fos el segon a normalitzar relacions amb Israel.
Finalment, l'acord interí sobre Cisjordània i la Franja de Gaza, Acord Oslo II o "Acord de Taba", que se signà a Washington el 28 de setembre de 1995, preveia les primeres eleccions del Consell Legislatiu Palestí i implicava una retirada militar negociada dels territoris ocupats en zones on els controls israelià i palestí es reparteixen segons diferents criteris, i la delimitació dels quals depenia de les consecutives negociacions en curs.
Tanmateix, el suport àrab als acords de pau disminuí després de la massacre de la Cova dels Patriarques, la continuació dels assentaments israelians, la permanència dels punts de control militars israelians, i el deteriorament de les condicions econòmiques palestines. Al seu torn, el suport de la població israeliana als acords també disminuí després dels atacs suïcides palestins. A més, el mes de novembre de 1995, Ytshaq Rabbín fou assassinat per un jueu d'extrema dreta que s'oposava als acords. S'interrompia la dinàmica negociadora.
El nou primer ministre Binyamín Netanyahu es va reunir el 4 de setembre de 1996 per primera vegada amb Iàssir Arafat, el líder de l'Autoritat Nacional Palestina des de les Eleccions legislatives palestines de 1996, i les reunions es mantindrien fins a la tardor de 1996 culminant el 14 de gener de 1997, amb la signatura del Protocol d'Hebron amb l'Autoritat Palestina que va donar lloc a la redistribució de les forces israelianes a Hebron i a la transferència de l'autoritat civil a bona part de la zona al control de l'Autoritat Palestina. La manca de progrés del procés de pau va portar a noves negociacions que van produir el Memoràndum de Wye River el 1998 que detallava els passos que havien de fer el govern israelià i l'Autoritat Palestina per implementar l'anterior Acord de Taba de 1995.

### L'enduriment de les relacions
Rabin fou substituït per Ximon Peres, ministre d'afers estrangers, qui no pogué frenar el sentiment d'inseguretat de la població israeliana pels constants atemptats perpetrats per radicals palestins i convocà eleccions anticipades pel maig del 1996. La dreta israeliana formà una coalició entre el Likkud, liderat per Benjamin Netanyahu, i el partit Tsómet, per David Levy, capitalitzaren el descontentament popular i guanyaren les eleccions a primer ministre per un estret marge de vots respecte als laboristes (0,5%). El suport necessari al parlament (Kenésset) s'obtingué a partir d'una majoria (66 dels 120 escons) formada pel Likkud (32 escons) i diversos partits religiosos i de dreta, davant de la minoria laborista (34 escons).

Mapa de Jerusalem Est
Jerusalem oest
Jerusalem est, àrees jueves
Cisjordània, àrees jueves
Jerusalem est, àrees àrabs
Cisjordània, àrees àrabs
Ciutat Vella— Frontera de l'armistici de 1949
— Frontera de Jerusalem Est
— Frontera anterior a 1967

Benjamin Netanyahu esdevingué primer ministre i tallà les negociacions de pau amb els palestins i refredà les relacions amb la resta dels països àrabs. L'enduriment de la política israeliana quedà palès en la decisió de reobrir el túnel de les mesquites, al setembre del 1996, i al febrer de 1997 amb la instal·lació de 6500 habitatges de colons jueus a Jerusalem Est. Tot plegat posava en dubte els Acords d'Oslo. Al mateix temps, Netanyahu hagué de fer front a un alentiment del creixement del PIB i a la duplicació de la taxa d'atur.
A nivell exterior, la pressió dels Estats Units, conduí, a l'octubre del 1998, al primer ministre israelià a signar amb Iàsser Arafat els acords del Memoràndum del Riu Wye. Amb els nous acords, els palestins tornaven a fer concessions rebaixant la proporció de la retirada israeliana de Cisjordània al 13,1%, mentre que el govern israelià consentia a reobrir l'aeroport de Gaza i establir els corredors entre aquesta ciutat i Cisjordània.
Però, la pressió exercida sobre Netanyahu tant a l'interior com a l'exterior d'Israel per negar-se fins i tot a complir aquests acords, el portaren a convocar eleccions anticipades per al maig de 1999.
Ehud Barak fou elegit primer ministre. Des del càrrec ordenà la retirada de les forces del sud del Líban i emprengué negociacions amb el líder de l'OAP, Iàsser Arafat i el president nord-americà Bill Clinton. En la cimera de Camp David, durant el mes de juliol del 2000, Barak oferí un pla per l'establiment d'un Estat palestí, però Arafat el rebutjà per la incapacitat per a trobar una sortida a la qüestió de l'estatut de Jerusalem, reivindicada per totes dues parts com a ciutat santa, i també per la negativa d'Arafat a cedir en la reivindicació del retorn dels refugiats palestins (i els seus descendents) a Israel.
La corda es tensava i, per adobar-ho, la visita del nou líder del Likkud, Ariel Xaron al setembre del 2000, a l'esplanada de la mesquita d'Al-Aqsà a Jerusalem (lloc tradicionalment sagrat per als musulmans) desencadenà l'anomenada intifada d'Al-Aqsà o Segona Intifada i la dimissió de Barak, que convocà noves eleccions a primer ministre.

### Segona intifada

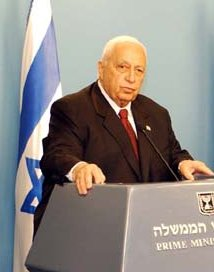
Primer ministre Ariel Xaron

Ariel Xaron fou elegit primer ministre el febrer del 2001. La violència propiciada per la segona intifada seguí, a grans trets, una dinàmica d'acció i reacció: als atemptats indiscriminats sobre la població civil israeliana, perpetrats majoritàriament per terroristes suïcides, seguiren les represàlies israelianes en forma d'assassinats de líders i militants d'organitzacions palestines que, tot i el seu caràcter en principi selectiu, causaren nombroses víctimes innocents. En el curs d'aquesta espiral de violència foren morts diversos líders destacats d'ambdós bàndols: de part d'Israel, el ministre de turisme Reham Zeevi (octubre del 2001), i dels palestins, els líders de Hamàs Àhmad Yassín i el seu successor Abdel Aziz al-Rantissi (març-abril del 2004), entre d'altres.
Com a reacció a l'atemptat de tres dies abans, a l'Hotel Park de Netanya, el govern israelià inicia el 29 de març de 2002 l'Operació Escut Defensiu contra els militants palestins de Hamàs, que serà l'operació més gran feta des de la Guerra dels Sis Dies del 1967. L'assalt de ciutats i habitatges palestins foren accions molt contestades dins de les Forces de Defensa d'Israel. Però, una de les repercussions de més transcendència de la nova orientació fou deixar de considerar Arafat com a interlocutor vàlid i acusar-lo de connivència o, fins i tot, d'estar directament implicat en els atemptats. Acusacions que culminaren en el setge de l'exèrcit israelià sobre Arafat a la seu de l'Autoritat Nacional Palestina (ANP) a Ramallah (Gaza) el mes de març de 2002.
Al juny del 2002, Sharon començà la construcció d'un mur a Cisjordània d'una longitud prevista al voltant dels 640 km. Israel insistí que es tractava d'un mur defensiu per evitar atacs suïcides; mentre de la part Palestina s'assenyalà l'ocupació de nous territoris palestins.
Aquest mur ha estat condemnat per l'ONU i la major part de la comunitat internacional. La Cort Internacional de Justícia de la Haia assenyalà, en una resolució el 9 de juliol de 2004, que "la construcció del mur per part d'Israel (...) en el territori palestí ocupat, inclòs el del voltant de Jerusalem Est (...) és contrària la llei internacional. Israel té l'obligació de desmantellar aquesta infraestructura i fer reparació del dany causat".
Es produïren accions polítiques internacionals, especialment dels EUA i del Consell de Seguretat de l'ONU, per aturar les hostilitats i evitar la construcció de nous assentaments. El mes de maig del 2003, el govern israelià aprovà el pla de pau conegut amb el nom de "Full de Ruta", proposat conjuntament pels EUA, la UE, l'ONU i Rússia. L'acord preveia la creació d'un estat palestí, el desmantellament dels assentaments il·legals i el desarmament dels grups armats palestins. Tot plegat fracassà per la continuació dels atemptats, l'anunci de Sharon de construir nous assentaments al Golan i a Cisjordània i les fortes limitacions en matèria de seguretat imposades al primer ministre palestí Mahmud Abbas (“Abū Māzene) (el qual dimití un any després del seu nomenament) encallaren en pocs mesos el pla. Israel continuà el mur i promogué la retirada dels efectius militars de Gaza i dels assentaments on hi vivien uns 8000 colons israelians. Fou una de les decisions més polèmiques d'Ariel Xaron que, si bé fou ben acollida pel Partit Laborista i recolzada internacionalment, fou rebutjada pel Likkud i desencadenà una crisi de govern amb els partits religiosos i del Xinnuy.
La mort d'Arafat l'11 de novembre del 2004 i la crisi del govern israelià obriren expectatives d'un canvi d'etapa en el conflicte. Mahmud Abbas, el nou cap de l'ANP, aconseguí un ambigu pronunciament de treva armada de Hamàs. Per contra, Israel continuà els assassinats selectius contra líders de les organitzacions terroristes palestines.
El 2006, Ehud Olmert, guanyà les eleccions per un estret marge i formà un govern de coalició amb els laboristes i els ultraortodoxos del Xas. El juliol del 2006, un atac de Hezbollah a una unitat militar israeliana que havia entrat a territori libanès acabà amb la captura de dos soldats israelians en territori del Líban. Aquest incident dugué a Olmert a emprendre una ofensiva a gran escala al Líban, fou la segona Guerra del Líban. Israel bombardejà el Líban, provocant la mort de 1191 libanesos, la majoria civils i la destrucció de bona part la infraestructura civil i econòmica libanesa, amb el pretext de destruir l'estructura militar de la milícia xiïta, que malgrat l'atac seguí llançant projectils de resposta contra ciutats israelianes i conservà les seves forces. Per part israeliana moriren 121 soldats i 43 civils. Per part de les milícies libaneses moriren una quantitat indeterminada. La guerra acabà amb la retirada de les forces israelianes sense haver assolit cap dels seus objectius, com reconegué el seu cap de l'estat major Dan Halutz o el general Udi Shani. Les hostilitats acabaren formalment el 8 de setembre de 2006.
La formació d'un govern de Hamàs, a partir de la victòria electoral en les eleccions legislatives palestines, portà al bloqueig de relacions amb Israel, ja que, per una banda, Hamàs no reconeixia l'estat d'Israel i des de Gaza continuà el llançament d'obusos contra Israel; per altra banda, Israel prosseguí amb els assassinats selectius i propicià l'aturada de les inversions econòmiques a Palestina.
El 27 de novembre de 2007, el primer ministre Olmert i el president palestí Mahmoud Abbas, acordaren reprendre les negociacions per assolir un acord per la fi de l'any 2008. El mateix any tingué lloc la conferència d'Annapolis. L'abril de 2008, el president sirià Baixar al-Àssad declarà que Síria i Israel havien negociat un tractat de pau per un any, amb el suport de Turquia.

### Operació Plom Fos
El 27 de desembre de 2008 es trencà l'alto al foc entre les Forces de Defensa d'Israel i Hamàs quan aquest darrer declarà que no renovaria la treva, i l'exèrcit israelià llançà una ofensiva massiva sobre Gaza amb l'objectiu de destruir la infraestructura per a la fabricació i el llançament de míssils i eliminar els líders de Hamàs. L'atac durà vint-i-dos dies; primer amb atacs aeris i després terrestres. El 17 de gener, Israel anuncià un alto al foc unilateral, amb la condició del cessament del llançament de coets des de Gaza, i els dies posteriors es retirà. El resultat foren, segons les estimacions israeliana i palestina, respectivament, entre unes 1100 i unes 1500 víctimes mortals, majoritàriament civils, i prop de 5000 ferits. Per la banda hebrea, van morir 13 soldats israelians (4 dels quals van morir per foc amic).
L'ofensiva, fou denunciada per organitzacions internacionals per l'ús d'armes incendiàries i urani empobrit i el bombardeig d'infraestructures civils com universitats, escoles i hospitals, de forma voluntària, Tot plegat aixecà una àmplia onada de mobilitzacions. Nombroses organitzacions de drets humans com Amnistia Internacional acusaren l'Estat hebreu de destruir 'gratuïtament' la franja de Gaza i d'utilitzar civils palestins com a escuts humans. I representants de la mateixa ONU, condemnaren l'atac i denunciaren el caràcter indiscriminat i il·legal de l'atac, qualificant-lo de "crim de guerra" i d'acte inhumà. L'ONU també denuncià les traves posades per Israel a la investigació dels crims de guerra.

### Conflicte Fatah-Hamàs i bloqueig de la franja de Gaza
Israel es va retirar de la Franja de Gaza el 2005 i Hamàs va obtenir-ne el control després de les eleccions legislatives palestines de 2006 i de la guerra civil entre Hamàs i Fatah el 2007. La Franja de Gaza està sota un bloqueig israelià des del 2007.

### Operació Columna de Núvol
Una fràgil treva entre l'Exèrcit Israelià i les faccions palestines de Gaza va ser interrompuda al novembre. Els persistents atacs palestins amb coets contra les ciutats i pobles d'Israel van ser continus, comptabilitzant-ne 92 només a l'octubre de 2012. L'Operació Columna de Núvol' (en hebreu: עמוד ענן, Amud Anan, o Pilar Defensiu) és una operació militar duta a terme per les Forces de Defensa d'Israel a la Franja de Gaza, llançada el 14 de novembre de 2012 en resposta al llançament previ de més d'un centenar de míssils sobre territori israelià durant quatre dies consecutius, per part de Hamàs. Quatre hores després del començament de les hostilitats dels militants palestins van llançar més de 250 míssils i coets contra Israel, matant a tres civils. Estats Units, Regne Unit, Alemanya, Canadà i Noruega van condemnar els atacs palestins amb coets contra Israel i van expressar el seu suport al dret d'Israel. França va expressar la seva preocupació per les possibles víctimes civils. Els països àrabs i musulmans, així com Rússia, van condemnar l'operació israeliana. El 21 de novembre es va acordar un Alto el foc amb la mediació d'Egipte i els Estats Units. 174 palestins van morir en els atacs, entre ells Ahmed Jabari, el cap operatiu de Hamàs i centenars foren ferits, d'acord amb el Consell de Drets Humans de les Nacions Unides.

### Operació Marge Protector
Una escalada de violència a la zona va començar amb el segrest i assassinat de tres joves israelians el 12 de juny de 2014 per part de Hamas, i després de l'assassinat de Mohamed Abu Judeir a Jerusalem Est es van produir revoltes als assentaments palestins i el llançament de diversos coets des de la Franja de Gaza, als que Israel va respondre amb bombardejos aeris. Després d'un intent fallit de treva el dia 4, Israel inicià formalment l'operació el dia 8 de juliol.
Les Forces de Defensa d'Israel (IDF) van bombardejar objectius de la Franja de Gaza amb artilleria i atacs aeris. Mentrestant, Hamàs va continuar disparant coets i morters contra Israel, molts dels quals van ser interceptats pel sistema de defensa aèria israeliana Cúpula de Ferro. El 17 de juliol les tropes israelianes van iniciar l'ofensiva terrestre sobre la Franja de Gaza. En un principi, l'operació es va centrar en la localització i destrucció dels túnels que connectaven territori palestí amb Israel, utilitzats per transportar persones i materials d'una banda a l'altra de la frontera.
El 3 d'agost, l'IDF va treure la majoria de les forces terrestres de la franja de Gaza després de completar la destrucció de 32 túnels construïts per Hamas i altres militants. El 26 d'agost, Israel i Hamas van acceptar un altre cessament del foc.

### Onada de violència israeliano-palestina de la primavera 2015

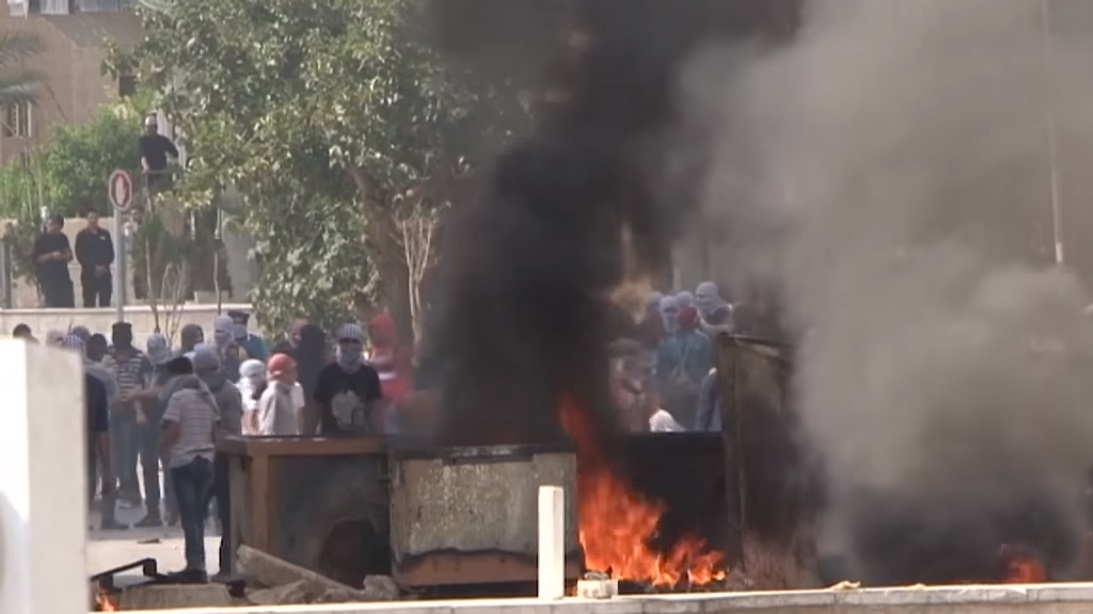
Incidents prop de Beit El, al nord de Ramallah

La suposada voluntat del govern israelià de modificar l'statu quo al Mont del Temple les manifestacions palestines es van intensificar, i entre octubre de 2015 i març de 2016 es van produir 211 apunyalaments o intents d'apunyalament d'israelians per part de palestins, 83 trets i 42 atacs amb cotxes que van matar 30 israelians i dos nord-americans. Més de 200 palestins van ser morir a mans de les forces de seguretat israelianes, 130 d'ells mentre suposadament portaven a terme atacs contra israelians.

### Onades de violència israeliano-palestina en 2017
El 14 de juliol de 2017, tres homes van obrir foc contra oficials drusos israelians estacionats a prop de la Porta dels Lleons a la sortida del Mont del Temple, una de les portes de Jerusalem, a Jerusalem Est. Les consegüents mesures de seguretat imposades a les entrades del recinte de la Mesquita d'Al-Aqsa per les autoritats israelianes causaren uns enfrontaments que van provocar la mort d'onze persones.
El 26 de setembre de 2017, un palestí va obrir foc contra els guàrdies de seguretat israelians a la porta d'entrada d'Har Adar, un assentament israelià a Jerusalem a l'altre costat de la línia verda a Cisjordània. Tres guàrdies de seguretat israelians van morir i un va resultar ferit, i l'atacant fou abatut pels guàrdies restants.
El conficte patí una forta crisi quan Ismail Haniyeh, anuncià el 7 de desembre de 2017 una tercera intifada com a resposta al reconeixement pel President dels Estats Units, Donald Trump, de Jerusalem com a capital d'Israel el dia anterior. Fins al 25 de desembre de 2017, els militants palestins a Gaza havien disparat gairebé 30 coets cap a Israel infligint danys materials menors a Israel, prop d'Ashkelon i Sderot, però Hamàs va arrestar els autors per impedir una resposta militar israeliana.

### Protestes a la frontera de Gaza de 2018
Les protestes a la frontera de Gaza de 2018 són una sèrie de manifestacions convocades des del 30 de març de 2018, durant el Dia de la Terra palestina, on desenes de milers de palestines van participar en una protesta anomenada Gran Marxa del Retorn a la Franja de Gaza, prop de la frontera israeliana. Les protestes exigiren que als refugiats palestins i als seus descendents se'ls permetés tornar a la seva terra d'origen. També van protestar pel bloqueig de la Franja de Gaza.

### Conflicte palestino-israelià de 2021
El 6 de maig de 2021 la decisió del Tribunal Suprem d'Israel sobre els desallotjaments de palestins a Sheikh Jarrah, un barri de Jerusalem Est va encendre el conflicte, i coincidint amb les festes de Nit del Destí i el Yom Yeruixalàyim, els enfrontaments van resultar amb més de 300 persones ferides, la majoria civils palestins. Els enfrontaments van provocar un endarreriment de la sentència de més de 30 dies per tal d'intentar reduir les tensions, segons el fiscal general d'Israel Avichai Mandelblit.
El 9 de maig, la policia israeliana va assaltar la mesquita d'Al-Aqsa minuts abans de l'inici d'una manifestació nacionalista jueva que més tard seria cancel·lada. Com a resposta, els dies 10 i 11 de maig, Hamàs i Gihad Islàmic palestí van llançar 480 coets a territori israelià, segons les Forces de Defensa d'Israel matant dos civils israelians i ferint almenys 70 persones més. Israel va respondre amb atacs aeris a Gaza en l'Operació Guardià de les Muralles i, segons els funcionaris de Gaza almenys 30 palestins van resultar morts, inclosos deu nens, i 203 més van resultar ferits. L'11 de maig, els atacs aeris israelians van demolir un edifici residencial de 13 pisos a Gaza. Israel i Hamàs van acordar un alto el foc a partir de les 2 de la matinada del 21 de maig.

### Guerra entre Israel i Gaza de 2023 i 2024

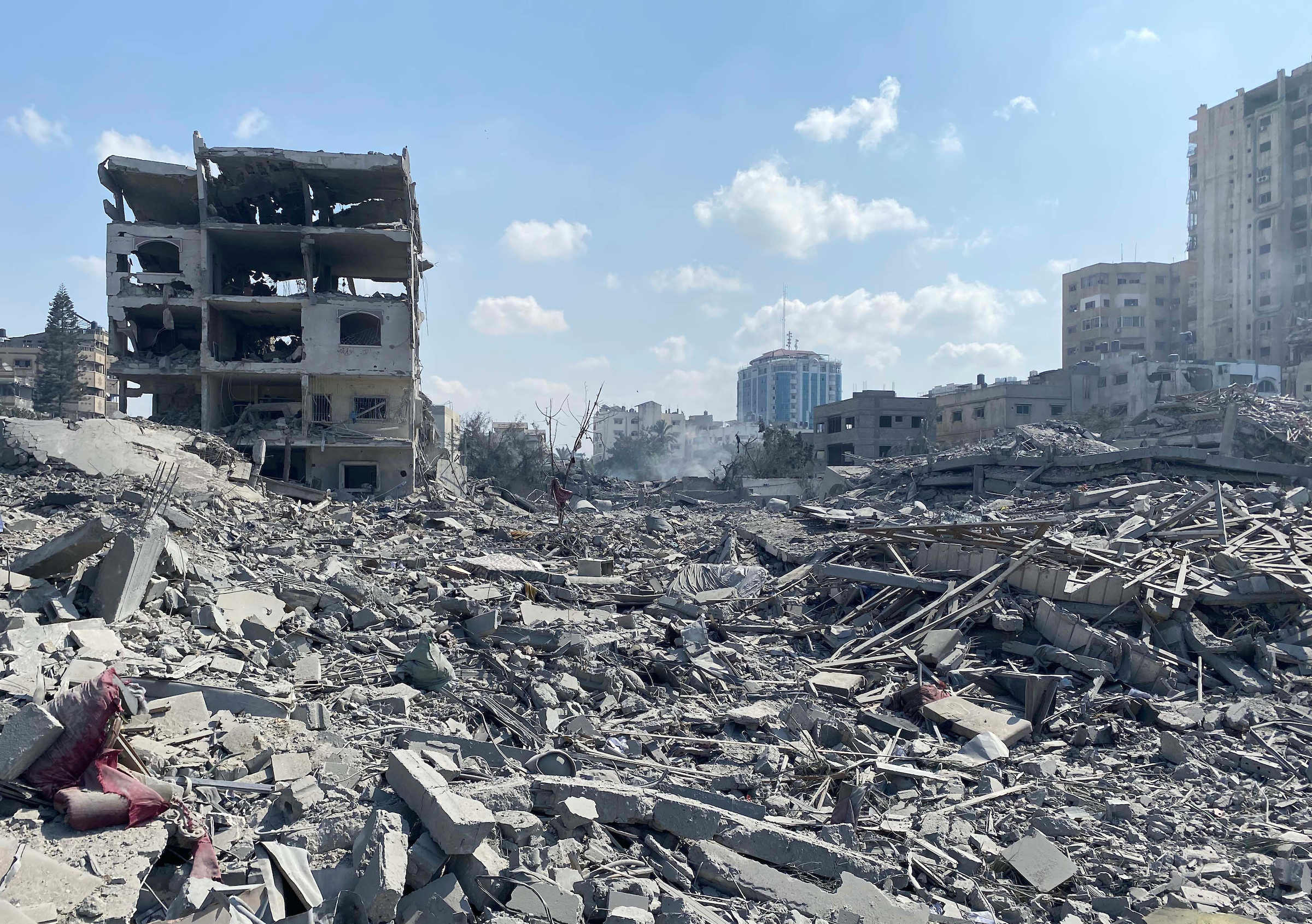
Danys arran d'un atac aeri israelià a l'àrea d'El-Remal a la ciutat de Gaza el 9 d'octubre de 2023

El conflicte armat en curs entre Israel i grups milicians palestins, liderats per Hamàs i recolzats per Gihad Islàmic palestí, Cau del Lleó, Front Popular per a l'Alliberament de Palestina i Front Democràtic per a l'Alliberament de Palestina, va començar el 7 d'octubre de 2023 amb una ofensiva sorpresa coordinada contra Israel. L'atac, ideat per Mohammed Deif, el cap militar de Hamàs, va començar al matí amb el bombardeig d'un mínim de 3.000 coets llançats cap al territori israelià des de la Franja de Gaza, controlada per Hamàs. Simultàniament, uns 2.500 militants de les Brigades Izz ad-Din al-Qassam, el braç armat de Hamàs, es van infiltrar per diversos punts del mur entre la franja de Gaza i Israel, van assaltar posicions militars frontereres i van matar civils a 22 localitats israelianes veïnes. En total, els atacs van matar almenys 1.200 israelians, incloent-hi 260 persones que assistien a un festival de música a Re'im. A més, al voltant de 200 ostatges civils desarmats i soldats israelians capturats varen ser portats a la Franja de Gaza, incloent-hi dones i nens. El primer ministre israelià, Binyamín Netanyahu, va declarar Israel en "estat de guerra" durant un discurs televisiu després de l'inici dels atacs. Les Forces de Defensa d'Israel van iniciar atacs de represàlia abans que el govern hebreu declarés formalment la guerra a Hamàs l'endemà.
Israel va procedir a repel·lir les forces de Hamàs dins del seu territori i el 13 d'octubre, la contra ofensiva israeliana va entrar en un nou escenari amb l'anunci d'un setge total sobre la Franja de Gaza on l'Exèrcit d'Israel tallaria el subministrament d'aliments, aigua, electricitat i combustible, pel que l'única via de entrada i sortida seria el Pas fronterer de Rafah amb Egipte. La resposta israeliana es va materialitzar en l'Operació Espases de Ferro contra Hamàs a la franja de Gaza, que es va estendre per lluitar contra els seus aliats Hezbol·là, Iran i els huthis en tot l'orient mitjà, causant milers de víctimes i deteriorant seriosament Hamàs i Hezbol·là, eliminant, entre molts altres, als seus líders Ismail Haniyeh i Yahya Sinwar (de Hamàs) i Hassan Nasrallah i Hashim Safi Al-Din (de Hezbol·là)
Hamàs utilitza extensivament la població civil com escuts humans, i el 1o d'agost s'havien comptabilitzat 39.790 morts i 91.702 ferits. i un 70% de les víctimes mortals palestines son dones i nens.
En maig de 2024 les Nacions Unides estimaven que el nivell de destrucció era el més gran des de la segona guerra mundial, i la reconstrucció podria superar els 50.000 milions de dòlars. El 18 de juliol de 2024 la Knesset d'Israel va votar rebutjar l'estat palestí perquè la creació d'un estat palestí suposaria un perill existencial per a Israel.
El conflicte al Front nord de l'operació Espases de Ferro va escalar el 17 i 18 de setembre de 2024 amb l'explosió de diversos milers de cercapersones i walkie-talkies emprats per Hezbol·là al Líban. Binyamín Netanyahu va demanar als civils del Líban que abandonessin les zones on Israel ataca Hezbol·là, i la població va rebre trucades automatitzades, missatges de text i emissions que els instaven a evacuar la zona, i 100.000 persones es van dirigir cap al nord del país. Fins al 23 de setembre les forces armades israelianes havien atacat mil tres-cents objectius d'Hezbol·là al Líban, principalment al sud i l'est del país prop de la frontera del Líban amb Síria i on el grup militant té una forta presència, atacant especialment habitatges on hi havia armament emmagatzemat, causant 492 morts i 1.645 ferits, respostos per nombrosos llençaments de míssils de Hezbol·là.
L'1 d'octubre l'Iran va llençar 200 míssils en direcció a Israel com a resposta a la mort de Nasral·là i Nilforushan advertint que en cas de resposta israeliana hi hauria una resposta posterior. El president dels EUA, Joe Biden, va ordenar a les seves forces armades abatre els míssils. Israel, Jordània i Iraq van tancar l'espai aeri, i els vols foren redirigits fora del país. Finalment, el 30 de setembre de 2024, l'exèrcit israelià va iniciar una ofensiva terrestre al Líban, fins que el 26 de novembre es va acordar un alto-el-foc amb ànim d'implantar la Resolució 1701 del Consell de Seguretat de les Nacions Unides després de la mort dels principals comandants de Hezbol·là i més de 3.000 persones i un milió de desplaçats.
L'emir de Qatar, Tamim bin Hamad Al Thani va anunciar el 15 de gener de 2025 que després de mesos de negociacions, el govern d'Israel i Hamàs van arribar a Doha a un acord d'alto el foc que entraria en vigor a partir del 19 de gener. En una primera fase s'alliberarien un grup d'ostatges, prioritàriament infants, dones, ancians, malalts i ferits a canvi d'un grup de presos palestins, que no inclouria terroristes acusats per assassinat. La una segona fase començaria al cap de 16 dies d'iniciada la primera i s'hi començaria a negociar la fi del conflicte.

## El conflicte en la literatura
- Somiant Palestina (2002), novel·la de Randa Ghazy[99]